# Посольство Казахстана в Канаде
Посольство Казахстана в Канаде — дипломатическое представительство Казахстана в Канаде. Посольство и консульский отдел находятся в г. Оттава по адресу: 150 Metcalfe St., Suites 701, Ottawa, ON, K2P 1P1.